# Gratas Sirgėdas
Gratas Sirgėdas est un footballeur lituanien, né le 17 décembre 1994 à Panevėžys. Il évolue au poste de milieu offensif.

## Biographie
Sirgėdas participe au championnat d'Europe des moins de 19 ans 2013, où il inscrit 3 buts.
Il honore sa première cape avec l'équipe de Lituanie le 10 septembre 2013, lors des éliminatoires pour la Coupe du monde 2014.
En décembre 2018, il a signé un contrat d'une saison avec le champion lituanien "Sūduva".